# سامانتا مومبا
سامانتا مومبا (بالإنجليزية: Samantha Mumba)‏ هي عارضة ومغنية ومغنية مؤلفة وممثلة أيرلندية، ولدت في 18 يناير 1983 بدبلن في جمهورية أيرلندا.

## أعمال

### أفلام
- (2002) آلة الزمن[5]

## وصلات خارجية
- سامانتا مومبا على موقع IMDb (الإنجليزية)
- سامانتا مومبا على موقع ألو سيني (الفرنسية)
- سامانتا مومبا على موقع ميوزك برينز (الإنجليزية)
- سامانتا مومبا على موقع أول موفي (الإنجليزية)
- سامانتا مومبا على موقع قاعدة بيانات الأفلام السويدية (السويدية)
- سامانتا مومبا على موقع إن إن دي بي (الإنجليزية)
- سامانتا مومبا على موقع أول ميوزيك (الإنجليزية)
- سامانتا مومبا على موقع ديسكوغز (الإنجليزية)
- سامانتا مومبا على موقع قاعدة بيانات الفيلم (الإنجليزية)
- سامانتا مومبا على موقع كينوبويسك (الروسية)